# 太閤立志伝III
『太閤立志伝III』（たいこうりっしでん・スリー）は、1999年3月5日にコーエー（現・コーエーテクモゲームス）から発売されたWindows用シミュレーションゲーム（同社はリコエイションゲームと呼称）。「太閤立志伝シリーズ」の第3作。
同年8月19日にはPlayStation版、2000年にはWindows用DVD-ROM版がそれぞれ発売された。また、「コーエー定番シリーズ」などの廉価版シリーズも発売されている。Win版については2005年9月29日に『大航海時代外伝』が同梱されたツインキャンペーン版も発売されている。
Windows用CD-ROM版の定番シリーズでないものについては公式にはWindows XPでの動作保証はされていないが、互換モードにて動作することがあるとしている。
コーエーが行った「インターネット・ミュージック・コンテスト'98」（本作マニュアルでは「第2回インターネット・ミュージック・コンテスト」）グランプリ受賞曲の「秀吉のテーマ」がタイトル曲として使用されている。

## 概要
派閥システムの導入、ストーリー進行に伴ってのムービー挿入、各キャラクターにアニメ調の立ち絵（主要キャラクターにはさらに何種類かの表情も用意されている）など、前作『II』からシステムが大幅に変更されている。また評定は3ヶ月に1度、1,4,7,10月の初めとなった。修業などのために評定を休むことはできるが、前作でできた評定期間外に自分から仕事を申し出ることはできなくなった。
プレイできるのは木下藤吉郎（豊臣秀吉）、および番外シナリオとして柴田勝家に仕える「簗田政勝」なる武将（正体はプレイ中のイベントで明らかになる）の2人のみだが、前作よりもストーリー性が重視されている。秀吉編では他のシリーズ作品と異なり足軽時代から始まり、この間はねねの義父・浅野長勝から主命を受ける形となる。ストーリーも史実通りの展開以外にも前作までと同様いくつか分岐が存在し、1580年以前に本能寺が発生するかどうか、そもそも本能寺が発生するかどうか、光秀討伐に間に合うかどうか(共通)、清須会議で誰が後を継ぐか(共通)が挙げられる
。また、秀吉の母、なかや、がんまくといったキャラクターも登場している。本作から京の町に登場する公家が菊亭晴季1人になり、その後も受け継がれている。
しかしゲーム開始時のキャラクター作成の幅が狭い、辻斬りや他家への仕官ができない（Win版の場合：PS版では秀吉はゲームの進行により石山本願寺にいるがんまくに頼むことで、他の大名に仕官できる）など、『II』よりもさらに自由度が大幅に低下している。またシナリオやグラフィックなど演出がかなり「明るく軽く」作られていた。『IV』以降は再び辻斬りなどの要素が復活した。しかし、前作に比べ充実したストーリーやイベント、また茶席を設けて他武将との親密度を上げられることやユーザーインターフェイスの改善などの点については、『IV』以降にも受け継がれている。部下と一緒に一部の主命を行う要素についても『V』の海賊プレイ、商人プレイなどに引き継がれている。

## 能力値・技能
能力値は個人戦がなくなったことで「武力」が存在せず、前作の「統率」が「軍事」に変更された。「内政」「外交」「魅力」は前作同様存在するが、前作が最高値100だったのに対し本作では10が最高値となっている。技能は内政系が「算術」「築城」「開発」の3個、外交系が「弁舌」「礼法」「茶道」の3個、軍事系が「武術」「馬術」「鉄砲」「乱波」「計略」「戦術」の6個の計12個で、「開発」の新設、前作の「軍学」が初代と同じく再び「計略」と「戦術」に分かれるなどした。レベルが0-3の4段階のアイコンマークで表されることは前作と変わらない。また本作では（Win版では）全ての技能をレベル3にすることや、能力値を修行で上げることはできない。最初に選んだ主人公タイプおよび技能の修得順が関係しており、具体的には次の通り。
- 知将型（内政:10 外交:10 軍事:9 魅力:9） 内政系、外交系の6技能全てをレベル3にできるが、軍事系はどれか2つしかレベル3にできない。
- 英雄型（内政:9 外交:9 軍事:10 魅力:10） 軍事系6技能は全てレベル3にできるが、内政系、外交系はそれぞれ1つずつしかレベル3にできない。
- うつけ型（秀吉編のみ、内政・外交・軍事・魅力:全て6） 全技能がレベル1までしか修得できない。

例えば知将型で「戦術」と「計略」をレベル3に上げると、「鉄砲」その他軍事系の4つはレベル2までしか上げられなくなる。英雄型で「弁舌」をレベル3にすると、「礼法」と「茶道」はレベル2が上限となる。ただしPS版では入手すると能力値が上がるアイテムも一部存在し、これを使えば修得できる技能も増える。配下に贈った場合も同様である。
これ以外に各地の施設で特殊作業を修得でき、内政の際に有利になる。

## 派閥システム
本作では主人公の属する勢力には派閥が存在する。初めの頃は評定で意見を出しても、他の家臣に反対されて信長に意見を採用してもらえないことも多い。派閥を拡大するには、他武将にそれぞれの好みの品をプレゼントしたり、会話や主命への助言、技能指南などを行うことにより親密度を上げていくことで行う。発言力は身分が高いほど大きくなるが、身分の高い武将には価値の高い品が必要となる。自分の派閥を広げていくことで評定で意見を採用してもらえる可能性が高くなり、勲功も上げやすくなる。また身分を上げるためにも支持者が必要となる。
この派閥システムは『IV』にも取り入れられる計画もあったが、結局本作限りとなった。

## 戦闘
本作では辻斬りができず、また「武術」師事も時間経過のみで処理されるようになったため、個人戦は存在せず、戦闘は野戦と攻城戦のみである。
野戦や攻城戦で軍資金を使い宴会や褒美、あるいは水攻めなどを行える要素があるのはシリーズで本作が初となる。『IV』以降でも宴会や水攻めなどを行えるが、本作ほどではない。

### 野戦
野戦はまず突破や迎撃などを行うかどうか戦術方針を決め、その後で陣形を選ぶ。主人公が総大将でなくても、「戦術」が高いと意見を聞かれることもある。戦いが始まり主人公の部隊を操作する順番になると入力の受付が始まり、その間にマウスなどのボタンを押すことで行動する代わりに部隊の鼓舞や敵の罵倒、あるいは待機や後退を行うか命令が可能になる。入力しなければ受付時間終了後自動的に全体の方針に方針に沿って進軍や敵部隊への攻撃などが行われる。
3ターンが経過すると夜になり、総大将の場合は陣を引くかどうかを決められる。陣を引いた場合は（やはり総大将の場合）夜間の行動を決めることとなる。取れる行動は次の通り。
- 「夜襲」 - 夜討ちを掛ける。敵が「休養」の時に有効となる。発見された場合強行するか中止するかを選べる。成功すると敵に大きく被害を与えられる。
- 「虚報」 - 偽の情報を流す。「乱波」技能のある武将がいた場合に命令できる。敵が「休養」の時に有効となる。成功すると、敵の士気を下げられる。
- 「警戒」 - 敵からの「夜襲」を警戒できる。
- 「休養」 - 休んで疲労回復ができる。酒を振る舞い士気を上げることもできる。

一方、陣を引かなかった場合はそのまま朝まで戦いは続き、朝になると強制的に陣は引かれる。
陣形の決定後、昼間の行動後、夜間の行動後にはそれぞれ「戦闘効果」が表示される。こちらが効果的な行動をすれば有利に変動し、以降の戦闘に影響を及ぼす。
野戦は最大10日間行われ、決着が付かない場合は引き分けとなる。

### 攻城戦
攻城戦は昼夜を1日として、最大90日間行われる。攻城戦も野戦と同様にまずは戦術を決める。主人公が攻撃側総大将の時は力攻めや包囲戦どちらの戦術を採るか、敵が城外にいる場合は城外戦に応じるか選択できる。特定の城では水攻めも可能である。水攻めは費用と日数を要するが、敵の士気や兵糧を著しく消費させ、自分の率いる兵を失わずに城を落とせる。水攻め工作完成後、さらにやぐらを建設し鉄砲攻撃を受けないようにもできる。一方守備側総大将の時は、迎撃するか篭城するかなどを選ぶことになる。
戦術を選んだらその戦術に沿って動くことになるが、野戦と同じく行動する代わりに兵を休ませたり鼓舞を行うこともできる。また攻撃側の場合は夜間に夜襲を掛けたり、虚報を流したり、敵城に放火することもできる。
総大将の場合には激励や褒美、酒宴などで兵士の士気を高めることもできる。さらに攻撃側の場合は降伏勧告を行うことが、守備側の場合は城補修を指示して防御度を上げたり、落石や落とし穴、忍び返しといった仕掛けを城に施して敵の侵入に備えることができる。